# Wengen
För andra betydelser, se Wengen (olika betydelser).
Wengen är en by och vintersportort i Berner Oberland i centrala Schweiz.
Byn har cirka 1 100 åretruntboende, vilket ökar till 10 000 under skidsäsongen. Det är en av få byar i Europa som inte har vägförbindelse. Det finns dock några elektriska fordon för att ta sig till och från järnvägsstationen. Enda sättet att ta sig till byn är via tåg eller kabinbana.
I Wengen arrangeras varje år sedan 1930 i januari störtloppet Lauberhornrennen. På senare år körs även en kombinationstävling i alpint i samband med störtloppet.
Restauranglivet i Wengen centrerar kring på schweizisk husmanskost (Rösti, Raclette mm), men även det internationella köket är representerat med fokus på det franska och det italienska köket. Utelivet inskränker sig till ett fåtal barer och dansbarer.